# Església Notre-Dame-de-la-Drèche (Albi)
L'Església Notre-Dame-de-la-Drèche és l'església parroquial de Canhac de las Minas i de L'Escura d'Albigés (departament del Tarn, a la regió de Occitània, França).
El nom del santuari prové de l'occità « Nostro Damo de Dresto », que es pot traduir com « Nostra Senyora de la Costa Dreta » o « Nostra Senyora de la riba dreta del Tarn »  i es va començar a construir al segle xiii però només es conserva el cor medieval; la resta de l'edifici és del s. XIX.
L'església va ser declarada monument històric al 23 d'octubre de 1995.
El santuari és obert tots el dies de 8h30 a 12h i de 14h a 18h.

## Història
En aquest lloc, uns pastors van descobrir al segle xii l'estàtua de la Mare de Déu que actualment és visible en un alt cimbori de pedra, per sobre de l'altar principal. El propietari del terreny on es va descobrir l'estàtua va construir un santuari per albergar-la. La data de la primera construcció es desconeix, però ja es va fer un acte religiós el 1185 com a església parroquial.
El 1275, l'església era massa petita i va ser reconstruïda per acord entre el bisbe d'Albi, Dominique de Florence i els senyors de Castelau-de-Lévis i Lescure. Va ser lloc de pelegrinatge des de 1410 degut a una antiga font miraculosa i al santuari de la Mare de Déu.
L'edifici va ser saquejat el 1792 durant la Revolució Francesa. El 1859, el bisbe Jerphanion decideix fer una nova construcció, però conservant la capella del segle xiii i va construir al davant d'ella una nau i el campanar octogonal. Aquest projecte s'inicia el 1864 i els germans del Tercer Orde Regular de Sant Francesc s'ocupen de garantir la cura. Es van inspirar en la Catedral d'Albi i va ser realitzada per l'arquitecte Bodin-Legendre, la decoració neogòtica va ser feta pel pare Léon Valletta,  la realització dels vitralls van ser confiats a Louis-Victor Gesta, l'escultura a Mathieu, i el cicle de pintures van ser realitzades per Bernard Avignon.
En 1985-1986, es van celebrar grans festes per al vuitè centenari de la Notre-Dame-de-la-Drèche.

## El campanar
El campanar de l'església és el millor del departament del Tarn, ja que té quatre campanes de vol cap enrere (Mi3, La3, Si3, Do#4), en el seu primer nivell té un carilló de dues octaves cromàtiques, i la foneria Cornille-Havard va incloure una nova campana beneïda a l'octubre del 2010.
Aquest carilló és manual, amb un teclat tipus tradicional flamenc, i es compon de vint-i-cinc campanes de la foneria Paccard que van del Mi4 al Mi6. L'instrument es toca tots els diumenges de 16h a 18h i l'accés a la torre és obert i gratuït durant les hores d'audiència.

## Turisme
- Les pintures: 83 quadres i decoracions, destacats per una nova il·luminació d'alta qualitat.
- L'exposició litúrgica darrere de la sagristia.
- Museu Missioner de Mato Grosso (Brasil) que els pares de La Drèche van evangelitzar a partir del 1904.
- La font galo-romana, restaurada per obrir-la per les peregrinacions i per les festes marianes.